# Vättlefjäll

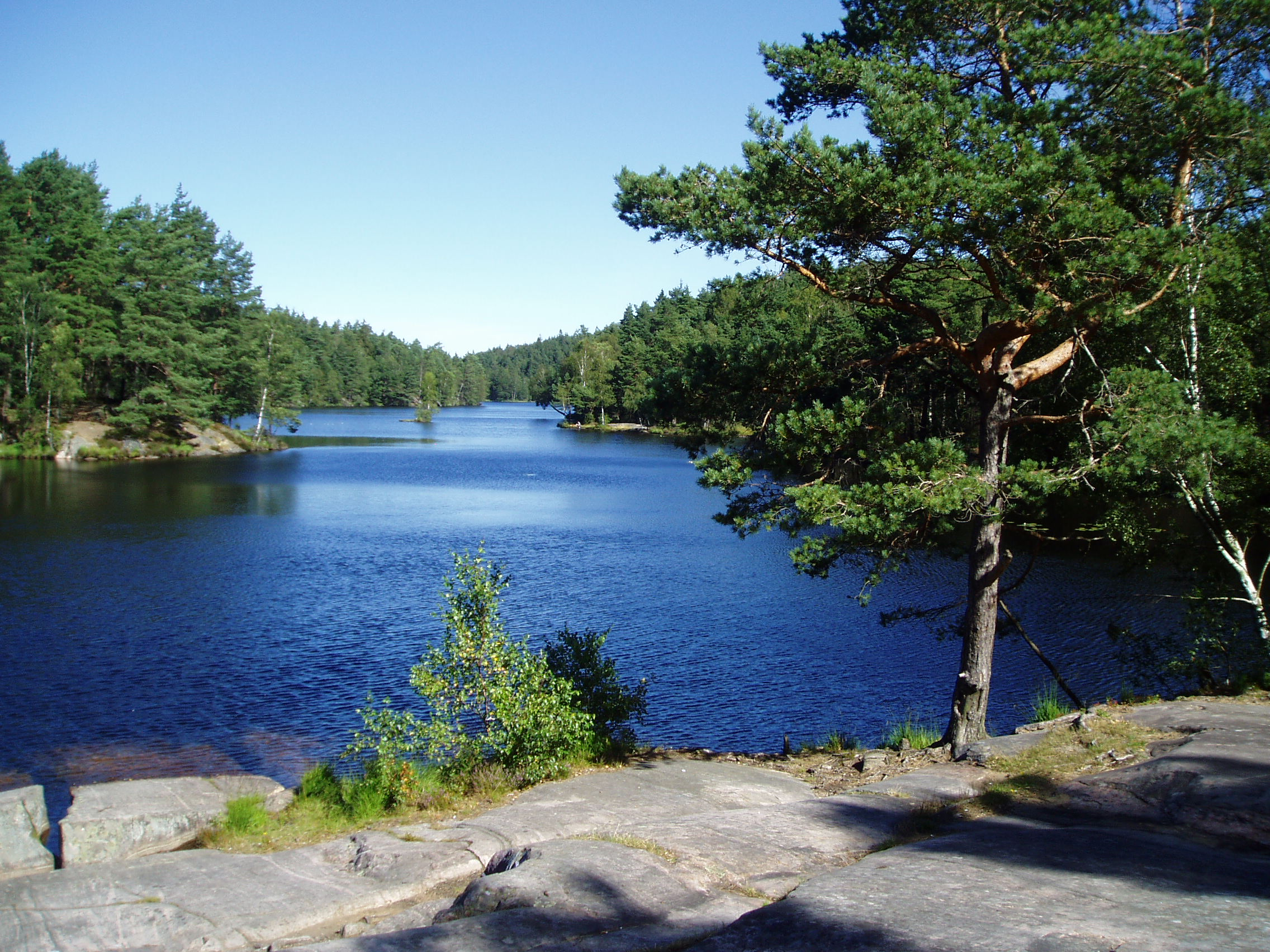
O lago Stora Stentjärnen em Vättlefjäll

Vättlefjäll é uma área florestal com pinheiros e lagos - a cerca de 16 km a norte da cidade de Gotemburgo, na província histórica da Västergötland, abrangendo partes das comunas de  Gotemburgo e Lerum. 
É limitada a oeste pelo rio Gota, a norte pela montanha Alefjäll, a nordeste pelo lago Mjörn e a sul pelos meandros do vale do rio de Lerje. É uma zona de recreação em natureza selvagem, com numerosos lagos onde se pode tomar banho, andar de canoa e pescar, com numerosos arbustos com bagas comestíveis e inúmeros terrenos com cogumelos. Nas suas florestas de pinheiros, são frequentes os alces e as corças, assim como raposas, texugos e lebres. Na sua parte sul, fica localizada a Reserva Natural de Vättlefjäll, com 2 361 hectares. 